# Det Kongelige Teater
Det Kongelige Teater er et dansk teater, der siden 1748 har ligget på Kongens Nytorv i København. Først som kongens og siden hele landets scene. Det var bemærkelsesværdigt i at have alle fire kunstarter i samme hus: skuespil, opera, ballet og orkester.

## Historie

### Forgængerne
I marts 1720 begyndte den franske teatermaler, maskinmester og vinhandler Etienne Capion at opføre forestillinger i Det lille Gjethus (støbehus, også kaldet Tjærehuset) på Kongens Nytorv. Det blev dog ikke nogen succes – ikke mindst fordi forestillingerne blev opført på fransk og tysk – og kongen opsagde hurtigt tilladelsen. Capion gik i stedet sammen med en anden fransk teatermand René Montaigu om at etablere Lille Grønnegade-teatret, hvor der skulle opføres komedier på dansk. Det lå i Lille Grønnegade, nu Ny Adelgade.
Der var åbningsforestilling den 23. september 1722 med en oversættelse af Molières Gnieren, og der blev også fra første færd opført stykker af Ludvig Holberg. Det blev ingen succes, og da Capion gik fallit i 1727, måtte teatret lukke. I 1728 brændte byen, og da Christian 6. blev konge i 1730, begrænsedes udfoldelsesmulighederne meget. Den nye konge var pietistisk og dybt religiøs, så i hans regentperiode blev der ikke givet tilladelse til offentlige forlystelser. Lille Grønnegade-teatret blev i 1738 ombygget til lejligheder.
Under Frederik 5. begyndte teaterlivet at spire igen. Efter hans indtræden blev der snart fremsat planer om at genetablere et teater, og det kom i gang med deltagelse af enkelte skuespillere fra Capions gamle trup og med Holberg som central figur. Det begyndte i 1747 med et beskedent teater i Læderstræde, og derefter blev der opført forestillinger forskellige steder i byen.

### Komediehuset opstår
Den 11. november 1747 blev der udfærdiget en kongelig resolution om at opføre et Komediehus på Kongens Nytorv efter tegninger af hofbygmester Nicolai Eigtved. Byggeriet blev fuldført i en rivende fart: Grundstenen blev lagt den 4. juli 1748, og åbningsforestillingen fandt sted den 18. december samme år.
De økonomiske midler til opførelsen af Komediehuset var i vid udstrækning skaffet af Københavns Magistrat, og derfor kom magistraten også med i husets ledelse. Men det var vanskeligt at få økonomien til at hænge sammen. Sæsonen 1769-70 endte med et meget stort underskud, og da Christian 7. holdt meget af teater, besluttede han at yde økonomisk støtte. Efter en overgangsperiode, hvor den italienske kapelmester Giuseppe Sarti forsøgte at drive det, endte det med, at kongen overtog teateret. Fra den 1. november 1772 blev det kongeligt i bogstavelig forstand, og overhofmarskallen blev ledende direktør. Der blev indsat en direktion, som refererede direkte til kongen, og med økonomisk rygdækning tog man nu fat på at modernisere den forfaldne bygning.

### Det Kongelige Teater ombygges
Eigtsveds oprindelige teater kunne rumme ca. 600 tilskuere, og det viste sig snart at være for lille. Allerede i 1749 måtte der bygges til for at få plads til operaens store kulisser, og også antallet af tilskuerpladser blev forøget. Oveni pladsmanglen kom vedligeholdelsesarbejder, som var forårsaget af den fugtige byggegrund og andre gener. I 1772 besluttedes det at ombygge teatret.
Det blev arkitekten C.F. Harsdorff, der kom til at stå for ombygningen. Bygningen blev større, indgangspartiet omformedes i klassicistisk tempelstil, og der blev i det hele taget bedre adgang med større vestibule og bredere trapper. Også det kendte motto "Ei blot til lyst" over scenen blev indført med ombygningen. Teatret genåbnede den 31. januar 1774.
Men bygningen var langt fra færdig. I 1792 tog teaterchefen initiativ til endnu en ombygning af indgangspartiet, som igen blev forestået af Harsdorff. Næste ombygning kom i 1837, hvor sidemurene blev flyttet ud og selve teatersalen gjort bredere, og i 1855 blev scenerummet nedrevet og erstattet af et større, som dog måtte forhøjes allerede i 1857 for at gøre plads til et nyt tæppetræk. N.S. Nebelong stod for denne ombygning.
Skuespillerinden Julie Sødring fortæller i sine erindringer om teatrets mange rotter, der kravlede helt op på kanten af logerne og hang i gardinerne, så publikum måtte slå efter dem for at få set forestillingen i fred. Københavns kanaler var udløb for latriner, hvad der tiltrak et utal rotter, så teatret måtte anskaffe katte – deraf instruktørprisens navn "teaterkatten".

### Et nyt teater opføres
Efter alle om- og tilbygningerne var bygningen både uskøn og upraktisk, og efter ombygningen i 1857 opblussede debatten om et helt nyt teater. Det faldt sammen med, at flåden forlod Gammelholm og efterlod et areal, der skulle lægges nye planer for. I 1867 blev der nedsat en kommission, og der blev i 1871 afholdt en konkurrence. Der indløb forslag fra bl.a. Christian Hansen, Theophilus Hansen, Vilhelm Klein, Vilhelm Friederichsen & P.C. Bønecke, Ludvig Fenger & Hans J. Holm (2. præmie) samt Vilhelm Dahlerup & Ove Petersen som var fælles om det vindende projekt. Det blev til den bygning, som står på Kongens Nytorv.
Grundstenen blev lagt den 18. oktober 1872, og indvielsen fandt sted med nogle måneders forsinkelse den 15. oktober 1874. Forsinkelsen var dog for intet at regne mod budgetoverskridelserne som førte til en rigsretssag mod flere ministre – sagen endte dog i frifindelse. Dahlerups dekoration af det indre var i begyndelsen ikke finansieret og måtte i vidt omfang vente til 1883, hvor Carlsbergfondet trådte til med økonomisk støtte.
Teatret rummer en enkelt scene som i dag betegnes Gamle scene. Der er plads til ca. 1.400 tilskuere, og der er indrettet en speciel loge til monarken. Gamle scene var oprindelig delt i tre afsnit med teatersalen mod Kongens Nytorv, dernæst en mellembygning som førte over Heibergsgade til en administrations- og magasinbygning. I 1983-86 blev mellembygningen og magasinbygningen nedrevet, en del af Heibergsgade blev nedlagt og et nyt magasin blev opført i stedet ved arkitekterne Eva og Nils Koppel. Selve teaterbygningen blev fredet i 1985.

## Gamle Scene
Gamle scene er placeret på et fundament med tre trin (krepis) - der står dog ikke nogen søjler herpå.
På første etage er der tre buede indgange og pilastre i muren. På anden etage er der en balkon med joniske søjler, og den ovenliggende mur former buer. Søjlerne, som ikke er kanneleret, har baser, og selve søjleskaftet er monolitiske (lavet i ét stykke). I kapitælet er der volutter, og derudover er der pilstra med kannelurer og volutter øverst. Balkonens vægge er udsmykket med vægmalerier og loftet er inddelt i udsmykkede små kuppelhvælvinger. Over balkonen er der en tredelt arkitrav og dernæst er der en udsmykket frise. Ovenover dette er der en geison med tandsnit. Bygningens øverste afsnit er udsmykket med små englefigurer og figurer. Øverst oppe står en skulptur med fire mennesker og en bevinget hest, Pegasus. Foran den nuværende bygning kan man se bronzestatuerne af dramatikerne Adam Oehlenschläger og Ludvig Holberg.
Det er tydeligt, at Gamle scene har en del ligheder med Colosseum. Begge bygninger er en tholos (dog findes rundbygningen i Det Kongelige Teater inde i bygningen). Derudover har både Det Kongelige Teater og Colosseum joniske søjler uden kannelurer. Begge bygninger har buegange mellem søjlerne. Den store forskel mellem Det Kongelige Teater og Colosseum er, at Colosseum er en åben bygning og Det Kongelige Teater er en lukket bygning med tag.
Akropolistæppet er fortæppe på Gamle Scene og det blev skabt i 1874 af Otto Bache og Carl Aagaard. Senere er det blevet fornyet adskillige gange. Blandt andre af teatermaler Søren Frandsen i 1950.

## Operaen
Det Kongelige Teater fik overdraget Operaen den 1. oktober 2004. Den 15. januar 2005 åbnede Operaen på Holmen med en gallakoncert og den 26. januar med Verdis Aida som den første forestilling med Roberto Alagna som Radamés. Huset, som er tegnet af arkitekt Henning Larsen, er en gave til den danske stat og dermed det danske folk fra A.P. Møller og Hustru Chastine Mc-Kinney Møllers Fond. De danske kunstnere Per Kirkeby, Tal R, Olafur Eliasson, Per Arnoldi, Erik A. Frandsen, Sonny Tronborg, Lars Nørgaard, Pia Andersen, Jesper Christiansen, Niels Erik Gjørdevik og Kasper Bonnén står for den indendørs udsmykning. Der er to scener: Store Scene med plads til ca. 1500 og en lille intimscene, Takkelloftet, med plads til ca. 200.

## Skuespilhuset
Et nyt skuespilhus åbnede i februar 2008 på Kvæsthusbroen.

## Andre scener
I 1931 blev der bygget endnu en scene – Nye scene – i en bygning over Heibergsgade. Den fik det folkelige navn: Stærekassen. Den blev overvejende brugt til skuespil (og Radioudsendelser).
I 1969 kom Comedie-Huset til i Ny Østergade: Det kgl. Teaters Lille Scene. Nedlagt 1991.
I 1997 blev Turbinehallen i Adelgade 10 taget i brug og brugt frem til åbningen af Skuespilhuset i 2008. Fra 2004-07 Stod instruktør Tue Biering og scenograf Christian Friedländer i spidsen for Turbo Town, der fungerede som eksperimenterende scenerum med bl.a. Anna Bro som husdramatiker og et fast skuespillerensemble.

## Ledelse
Den øverste chef for Det Kongelige Teater kaldes teaterchef. Stillingen bestrides af Morten Hesseldahl og fra 2018 af Kasper Holten. Teatrets fire kunstarter har hver sin kunstneriske chef:
- Skuespilchef: Morten Kirkskov
- Operachef: John Fulljames
- Chefdirigent: Michael Boder
- Balletmester: Nikolaj Hübbe[7]

Siden 1. januar 2015 har Lisbeth Knudsen været bestyrelsesformand.

## Teaterdirektører
Denne liste er ufuldstændig; hjælp gerne med at udfylde den.
- 1747-1749 Jens Severin Wartberg (sammen med)
- 1748-1750 Andreas Bjørn (sammen med tre andre)
- 1750-1754 Frederik Otto von Rappe (overdirektør)
- 1750-1754 Frederik Horn (meddirektør)
- 1754-1756 Enevold de Falsen sammen med
- 1754-1756 Frederik Holmsted sammen med
- 1754-1770 Volrad August von der Lühe (overdirektør) sammen med
- 1757-1761 Johannes Valeur (meddirektør)
- 1757-1762 Christian Fædder (meddirektør)
- 1760-1766 Hans Christopher Hersleb (meddirektør)
- 1761-17?? Frederik Horn (igen)
- 1761-1771 Christian Frederik Moltke (meddirektør)
- 1771-1778 Niels Krog Bredal (meddirektør)
- 1772-1774 Georg Nielsen (meddirektør)
- 1772-17?? Christian Frederik Holstein
- 1772-1792 Wilhelm Theodor Wegener
- 1773-1778 Christian Frederik Jacobi
- 1776-1778 Michael Treschow
- 1778-1792 Hans Wilhelm von Warnstedt
- 1780-1784 Engel Schack (overdirektør)
- 1784-1791 Christian Numsen (overdirektør)
- 1786-1792 Peder Wormskiold
- 1786-1792 Peder Rosenstand-Goiske
- 1786-1795 Eiler Hagerup
- 1792-1794 Ferdinand Ahlefeldt (overdirektør)
- 1794-1798 Adam Wilhelm Hauch
- 1794-1800 Thomas Thaarup
- 1796-1801 Ernst Frederik von Walterstorff
- 1798-18?? Jens Baggesen (meddirektør)
- 1798-1800 Jørgen Kierulf
- 1800-1809 Carl Erich Sames
- 1801-1811 Adam Wilhelm Hauch (igen)
- 1811-1829 Gottsche Hans Olsen
- 1812-1840 Frederik Conrad von Holstein (sammen med)
- 1821-1829 Jonas Collin
- 1829-1831 Johan Daniel Timotheus Manthey
- 1830-1842 Christian Molbech
- 1831-1838 Carl Ludvig Kirstein
- 1839-1843 Joachim Godsche von Levetzau
- 1843-1849 Jonas Collin (igen)
- 1849-1856 Johan Ludvig Heiberg
- 1856-1857 N.V. Dorph og H.C. Christensen
- 1858-1859 Carsten Hauch
- 1859-1864 Frederik Ferdinand Tillisch
- 1864-1866 Rudolph Kranold
- 1866-1876 A.C.P. Linde (intendant Gottlob Berner var i samme tidsrum daglig leder)
- 1876-1894 Edvard Fallesen
- 1894-1908 Christian Conrad Sophus Danneskiold-Samsøe (administrativ direktør)
- 1899-1909 Einar Christiansen (kunstnerisk direktør)
- 1909-1913 A.P. Weis (konstitueret)
- 1913-1924 Frands Brockenhuus-Schack (administrativ direktør)
- 1913-1914 Otto Benzon (kunstnerisk direktør)
- 1924-1930 William Norrie
- 1930-1931 Adam Poulsen
- 1931-1938 Carl Andreas Møller (konstitueret 1931)
- 1938-1946 Cai Hegermann-Lindencrone
- 1946-1966 Henning Brøndsted (konstitueret 1946-47)
- 1966-1975 Peer Gregaard
- 1975-1979 Henning Rohde
- 1980-1989 Henrik Bering Liisberg
- 1989-1992 Boel Jørgensen
- 1992-1992 Mai Buch (konstitueret)
- 1993-2008 Michael Christiansen
- 2008-2014 Erik Jacobsen
- 2014-2018 Morten Hesseldahl
- 2018-2018 Henrik Sten Petersen (konstitueret)
- 2018- Kasper Holten

## Chefer for de forskellige kunstarter
Denne liste er ufuldstændig; hjælp gerne med at udfylde den.
Skuespilchefer
- 1991-1993 Litten Hansen
- 1996-2004 Klaus Hoffmeyer
- 2004-2008 Mikkel Harder Munck-Hansen
- 2008-2015 Emmet Feigenberg
- 2015-nu Morten Kirkskov

### Operachefer
- 1922-1924 Vilhelm Herold
- 1930-1932 Victor Schiøler
- 1975-1977 Ulrik Cold
- 1977-1983 Niels Møller
- 1983-1992 Poul Jørgensen
- 1993-1999 Elaine Padmore
- 2000-2011 Kasper Bech Holten
- 2011-2012 Keith Warner
- 2012-2017 Sven Müller
- 2017-2022 John Fulljames
- 2022- Elisabeth Linton

### Chefdirigenter
- 2000-2011 Michael Schønwandt
- 2012- Michael Boder

### Balletmestre
- 1748-1753 Des Larches
- 1755-1756 Neudin
- 1756-1763 Antonio Como
- 1763-1767 Antonio Sacco
- 1767-1768 Jean Baptiste Martin
- 1768-1770 Innocente Gambuzzi
- 1770-1771 Martini
- 1771-1772 Vincenzo Piatolli
- 1772-1773 Domenico Andriani
- 1773-1775 Vincenzo Piatolli
- 1775-1816 Vincenzo Galeotti
- 1816-1823 Antoine Bournonville
- 1823-1830 Pierre Larcher
- 1836-1862 August Bournonville
- 1862-1863 Gustave Carey
- 1863-1877 August Bournonville (igen)
- 1877-1890 Ludvig Gade
- 1890-1894 Emil Hansen
- 1894-1915 Hans Beck
- 1915-1928 Gustav Uhlendorff
- 1928-1930 Kaj Smith
- 1930-1932 Victor Schiøler
- 1932-1951 Harald Lander
- 1951-1956 Niels Bjørn Larsen (konstitueret 1951-53)
- 1956-1958 Frank Schaufuss
- 1958–1960 Henning Rohde
- 1961-1965 Niels Bjørn Larsen (igen)
- 1966-1978 Flemming Flindt
- 1978-1985 Henning Kronstam
- 1985-1994 Frank Andersen
- 1994-1995 Peter Schaufuss
- 1995-1997 Johnny Eliasen
- 1997-1999 Mariana Gielgud
- 1999-2002 Aage Thordal-Christensen
- 2002-2008 Frank Andersen (igen)
- 2008- Nikolaj Hübbe

## Bestyrelser

### 1992-1999
Denne liste er ufuldstændig; hjælp gerne med at udfylde den.
- Niels-Jørgen Kaiser (formand)

### 2000-2007
- Mads Øvlisen, fhv. adm. direktør (formand)
- Karl Aage Rasmussen, professor og komponist (næstformand)
- Sorella Englund, balletmester
- Litten Hansen, direktør
- Laurits Lauritsen, statsaut. revisor
- Torben Rechendorff, fhv. minister
- Christine Marstrand, operasanger (medarbejderrepræsentant)
- Uffe Fromberg, tilsynsførende (medarbejderrepræsentant)

### 2008-2010
- Lars Pallesen, rektor for Danmarks Tekniske Universitet (formand)
- Uffe Ellemann-Jensen, fhv. udenrigsminister
- Claes Kastholm Hansen, forfatter
- Ellen Horn, teaterchef for Riksteatret i Oslo, fhv. norsk kulturminister
- Jens Otto Paludan, fhv. direktør
- Christina Wilson, galleriejer
- Gert Henning-Jensen, operasanger (medarbejderrepræsentant)
- Per Thorstein Lindberg Mortensen, rekvisitør (medarbejderrepræsentant)

### 2011-2015
- Stine Bosse (formand)
- Lars Seeberg, direktør for see@art
- Michael Lunn, fhv. departementschef i Justitsministeriet
- Christian Have, kreativ direktør i Have Kommunikation
- Ulla Tofte, direktør for Golden Days
- Pernille Erenbjerg, koncernfinansdirektør i TDC A/S
- Grit Dirckinck-Holmfeld Westi, violinist (medarbejderrepræsentant)
- David Andreas Drachmann Laureng, teatermaler (medarbejderrepræsentant)

### Siden 2015
- Lisbeth Knudsen (formand), direktør og chefredaktør for Mandag Morgen Danmark
- Anders Hjulmand, advokat og bestyrelsesformand for Aalborg
- Henriette Schütze, CFO, Nordic Tankers A/S
- Anette Abildgaard, kunstnerisk leder og bestyrelsesformand for Dansk Danseteater
- Waage Sandø, skuespiller
- Mette Klingsten, advokat og bestyrelsesformand for Copenhagen Phil
- Christian Hammeken, balletdanser (medarbejderrepræsentant)
- Martin Korshagen, forestillingsleder (medarbejderrepræsentant)